# 喬治穆雷山
75°54′S 161°50′E / 75.900°S 161.833°E
喬治穆雷山是南極洲的山峰，位於維多利亞地，屬於阿爾伯特親王山脈的一部分，處於戴維斯冰川和哈博德冰川源頭之間，現時由南極條約體系管理。